# 晓千星
晓千星（あかつき ちせい，9月14日—），現寶塚歌劇團星組主演男役。出生於廣島縣福山市，畢業於福山曉之星女子中學校，身高173公分，血型A型，暱稱「ARI」。搭檔是詩ちづる。

## 簡介
- 父親是前職業棒球選手山内和宏。
- 從5歲開始學習芭蕾，曾經真心地想成為芭蕾舞者，但中學3年級時身高已有172公分，因為身高限制只好放棄這個目標。在這段時期相遇的新夢想就是寶塚男役。
- 2010年，考上寶塚音樂學校。2012年，以第一名的成績進入寶塚歌劇團，98期生，同期生有真彩希帆(前雪組主演娘役)、瑠風輝(現星組男役)、有沙瞳(前星組娘役)。初舞台為宙組公演『華やかなりし日々(繁華過往)／クライマックス』[1]。
- 2013年，被選為阪急電鐵初詣海報的模特兒[2]，並被分配至月組。
- 2014年，擔任『明日への指針』新人公演的主角，這是她第一次擔任新人公演主角，總共擔任了四次新人公演主角[3]。
- 2015年，第一次擔任寶塚Bow Hall公演主演，劇目是『A-EN ARI VERSION』[4]；2017年的『Arkadia』則是她首次單獨主演寶塚Bow Hall公演[5]。
- 2022年，梅田藝術劇場、日本青年館公演『ブエノスアイレスの風』第一次擔任東上公演(東京特別公演)主演，5月27日公演結束後組替星組，並在『ディミトリ～曙光に散る、紫の花～(德米特里～在曙光下飄落的紫之花～)』就任星組三番男役。[6]
- 2023年，8月19-23日，代替突然因病休演的禮真琴主演『1789-バスティーユの恋人たち-(1789 ─巴士底獄的戀人們─)』，自月組新人公演後，再次主演同一部劇。同年博多座公演『ME AND MY GIRL』和水美舞斗輪流飾演主角比爾和約翰爵士兩個角色。
- 2024年，以『RRR×TAKA"R"AZUKA〜√Bheem〜／VIOLETOPIA』成為星組新任二番手。同年6月，梅田藝術劇場、東京建物Brillia HALL 『夜明けの光芒(黎明的曙光，改編查尔斯·狄更斯原作小說「遠大前程」)』，是她第二次東上公演(東京特別公演)主演。
- 2025年3月27日，寶塚官方宣布已預定她為下任星組主演男役，搭檔是詩ちづる。披露目是全國巡迴公演『ダンサ セレナータ(舞者小夜曲)』『Tiara Azul －Destino－（ティアラ・アスール　ディスティーノ）II(藍色王冠-命運2)』[7]。

## 寶塚歌劇團時期

### 初舞台及各組巡迴時期
- 2012年4-5月：寶塚大劇場 宙組『華やかなりし日々(繁華過往)』『クライマックス』
- 2012年6-7月：東京寶塚劇場 宙組 『華やかなりし日々(繁華過往)』『クライマックス』
- 2012年10-12月：雪組『JIN-仁-(仁者俠醫)』『GOLD SPARK!-この一瞬を永遠に-』

### 月組時期
- 2013年5月：梅田藝術劇場『ME AND MY GIRL』
- 2013年7-10月：『ルパン-ARSÈNE LUPIN-(改編莫里斯·盧布朗原作亞森羅蘋系列小說「羅蘋最後之戀」)』新人公演 飾演：ジュスタン・ガニマール (正式公演：星条海斗) 『Fantastic Energy!』
- 2013年11-12月：梅田藝術劇場、日本青年館 『THE MERRY WIDOW(風流寡婦)』飾演：ニエグシュ[8]
- 2014年1月：梅田藝術劇場 『風と共に去りぬ(亂世佳人)』飾演：青年
- 2014年3-6月：『宝塚をどり』『明日への指針 -センチュリー号の航海日誌-(明天的指針－世紀号的航海日記－)』飾演：水夫 新人公演 飾演：ジェイク (正式公演:龍真咲)[9]『TAKARAZUKA 花詩集100!!』新人公演 飾演：花の紳士A、黒の王子 (正式公演:珠城りょう) ／蘭の男A (正式公演:鳳月杏)／バラの歌手 ＊首次擔任新人公演主角
- 2014年7-8月：日本青年館、梅田藝術劇場 『THE KINGDOM』飾演：アレクセイ[10]
- 2014年9-12月：『PUCK（パック）(改編莎士比亞原作劇本「仲夏夜之夢」』新人公演 飾演：ボビー (正式公演:珠城りょう)[11] 『CRYSTAL TAKARAZUKA-イメージの結晶-』
- 2015年2-3月：中日劇場 『風と共に去りぬ(亂世佳人)』飾演：チャーリー(Charlie/查理)
- 2015年4-7月：『1789-バスティーユの恋人たち-』飾演：ハンス・アクセル・フォン・フェルゼン伯爵(漢斯·亞克塞爾·馮·菲爾遜伯爵) 新人公演 飾演：ロナン・マズリエ(Ronan Mazurier) (正式公演:龍真咲) ＊擔任新人公演主角[12]
- 2015年9月：寶塚Bow Hall 『A-EN（エイエン） ARI VERSION』飾演：アリエル・スターレット ＊寶塚Bow Hall公演雙主演之一[13]
- 2015年11月-2016年2月：『舞音-MANON-』飾演：トゥアン[14] 新人公演 飾演：ファン・チ・クオン (正式公演:珠城りょう)
- 2016年3-4月：『激情(改編自乔治·比才創作歌劇「卡门」)』飾演：エスカミリオ[15] 『Apasionado（アパショナード）!!III』※全國巡迴公演
- 2016年6-9月：『NOBUNAGA〈信長〉-下天の夢-』飾演：佐脇良之 新人公演 飾演：織田信長 (正式公演:龍真咲) ＊擔任新人公演主角[16]
- 2016年10月：寶塚Bow Hall 『FALSTAFF』飾演：ロミオ[17]／ハリー王子
- 2016年10-11月：寶塚Bow Hall 『Bow Singing Workshop〜月〜』[18]
- 2017年1-3月：『グランドホテル(大飯店)』飾演：ラファエラ・オッタニオ／エリック・リトナウアー(和朝美絢輪流飾演這兩個角色) 新人公演 飾演：ドアマン 『カルーセル輪舞曲（ロンド）』[19]
- 2017年5月：博多座 『長崎しぐれ坂』飾演：らしゃ[20] 『カルーセル輪舞曲（ロンド）』
- 2017年7-10月：『All for One～達太安與太陽王～』飾演：ポルトス(波爾多斯) 新人公演 飾演：マザラン(儒勒·马萨林) (正式公演:一樹千尋)[21]
- 2017年12月：寶塚Bow Hall 『Arkadia-アルカディア-』飾演：ミネット ＊單獨主演寶塚Bow Hall公演[22]
- 2018年2-5月：『カンパニー-努力（レッスン）、情熱（パッション）、そして仲間たち（カンパニー）-』飾演：長谷山蒼太 新人公演 飾演：脇坂英一 (正式公演：光月るう)[23] 『BADDY（バッディ）-悪党（ヤツ）は月からやって来る-』飾演：王子
- 2018年6-7月：日本青年館、梅田藝術劇場 『THE LAST PARTY〜S. Fitzgerald’s last day〜』飾演：AKATSUKI／アーネスト・ヘミングウェイ(欧内斯特·海明威)[24]
- 2018年8-11月：『エリザベート-愛と死の輪舞（ロンド）-(伊麗莎白)』飾演：ルドルフ(魯道夫皇儲,和風間柚乃輪流飾演)／エルマー・バチャニー(和蓮つかさ輪流飾演) 新人公演 飾演：トート(死神/Der Tod) (正式公演:珠城りょう) ＊擔任新人公演主角[25]
- 2019年1月：東京國際論壇 『ON THE TOWN（オン・ザ・タウン）(錦城春色)』飾演：チップ[26]
- 2019年3-6月：『夢現無双(改編吉川英治原作小說「宮本武藏」)』飾演：吉岡清十郎 『クルンテープ 天使の都(恭貼天使之城)』
- 2019年7-8月：梅田藝術劇場 『ON THE TOWN（オン・ザ・タウン）(錦城春色)』飾演：チップ
- 2019年10-12月：『I AM FROM AUSTRIA-故郷（ふるさと）は甘き調（しら）べ-(改編音樂劇「我來自奧地利」)』 飾演：パブロ・ガルシア[27]
- 2020年2月8-16日：梅田藝術劇場、2月24-28日東京建物 Brillia HALL『出島小宇宙戦争』飾演：リンゾウ[28]
- 2020年9月-2021年1月：『WELCOME TO TAKARAZUKA-雪と月と花と-』『ピガール狂騒曲(改編莎士比亞原作喜劇第十二夜)』飾演：レオ[29]
- 2021年2月：TBS赤坂ACT劇場『ダル・レークの恋(達爾湖之戀)』飾演：ペペル[30]／ヒンドゥーの神
- 2021年5-8月：『桜嵐記（おうらんき）』飾演：後村上天皇[31] 『Dream Chaser』
- 2021年10-11月：博多座 『川霧の橋(改編山本周五郎原作小說「柳橋物語」)』飾演：清吉[32]『Dream Chaser-新たな夢へ-』
- 2022年1-3月：『今夜、ロマンス劇場で(今夜，在浪漫劇場與妳相遇)』飾演：大蛇丸[33]『FULL SWING!』
- 2022年5月：日本青年館、梅田藝術劇場 『ブエノスアイレスの風』飾演：ニコラス・デ・ロサス ＊首次擔任東上公演(東京特別公演)主角[34]，於本公演千秋樂隔日5月27日組替至星組

### 星組時期
- 2022年9月：『モンテ・クリスト伯 (改編大仲马原作小說「基度山恩仇記」)』飾演：ベルツッチオ[35] 『Gran Cantante（グラン カンタンテ）!!』＊首次在公演謝幕時擔任歌姬(エトワール)※全國巡迴公演
- 2022年11月-2023年2月：『ディミトリ〜曙光に散る、紫の花〜(德米特里～在曙光下飄落的紫之花～)』飾演：アヴァク・ザカリアン[36] 『JAGUAR BEAT-ジャガービート-』＊就任星組三番男役
- 2023年3-4月：梅田藝術劇場、日本青年館『Le Rouge et le Noir〜赤と黒〜(搖滾紅與黑，改編司湯達原作小說紅與黑)』飾演：ジェロニモ[37]
- 2023年6-8月：『1789-バスティーユの恋人たち-(1789─巴士底獄的戀人們─)』飾演：カミーユ・デムーラン(卡米耶·德穆兰)／ロナン・マズリエ (Ronan Mazurier) (8月19-23日暫時代替突然因病休演的禮真琴演出，稀奇地出演和新人公演相同的角色)[38]
- 2023年10-11月：博多座『ME AND MY GIRL』飾演：ジョン・トレメイン卿／ウイリアム・スナイブスン（ビル）※和水美舞斗輪流飾演這兩個角色及輪流主演。[39]
- 2024年1-4月： 『RRR×TAKA"R"AZUKA〜√Bheem〜（アールアールアール バイ タカラヅカ〜ルートビーム〜）(RRR by 寶塚 ～根號比姆～,翻拍印度電影「RRR」)』『VIOLETOPIA（ヴィオレトピア/紫羅蘭托邦）』飾演：A・ラーマ・ラージュ(A·拉瑪·拉朱)[40] ＊晉升為二番手
- 2024年6月3-8日 梅田藝術劇場、14-20日東京建物Brillia HALL 『夜明けの光芒(黎明的曙光，改編查尔斯·狄更斯原作小說「遠大前程」)』飾演:フィリップ・ピリップ（ピップ）菲利普·皮里普（Philip Pirrip）/皮普[41]＊第二次擔任東上公演(東京特別公演)主角
- 2024年8-12月『記憶にございません！(失憶的總理大臣)』飾演:井坂『Tiara Azul －Destino－（ティアラ・アスール　ディスティノ）(藍色王冠-命運)』[42]
- 2025年1月 日本武道館『ANTHEM－アンセム－』(頌歌)[43]※禮真琴個人演唱會
- 2025年4-8月 『阿修羅城の瞳(阿修羅城之瞳)』飾演:闇のつばき(樁)『エスペラント！(世界語/希望語)』[44]

### 星組主演男役時期
- 2025年9-10月『ダンサ セレナータ(舞者小夜曲)』『Tiara Azul －Destino－（ティアラ・アスール　ディスティーノ）II(藍色王冠-命運2)』飾演:イサアク(艾薩克)[45] ＊主演男役披露目公演※全國巡迴公演
- 2026年1-4月『恋する天動説(戀愛天動說)』『DYNAMIC NOVA(活躍新星)』＊主演男役大劇場披露目公演

### 其他寶塚相關活動
- 2015年12月19-20日 梅田藝術劇場 タカラヅカスペシャル2015『New Century，Next Dream』(2015年Takarazuka Special音樂會『New Century，Next Dream』)
- 2016年10月30日-11月1日 寶塚Bow Hall 『Bow Singing Workshop』-月-
- 2016年12月22-23日 梅田藝術劇場 タカラヅカスペシャル2016『Music Succession to Next』(2016年Takarazuka Special音樂會『Music Succession to Next』)
- 2017年10月17日 寶塚大劇場 第54回『宝塚舞踊会』
- 2017年12月21-22日 梅田藝術劇場 タカラヅカスペシャル2017『ジュテーム・レビュー-モン・パリ誕生90周年-』(2017年Takarazuka Special音樂會『ジュテーム・レビュー-モン・パリ誕生90周年-』)
- 2018年12月21-22日 梅田藝術劇場 タカラヅカスペシャル2018『Say! Hey! Show Up!!』(2018年Takarazuka Special音樂會『Say! Hey! Show Up!!』)
- 2019年1月『演劇人祭』
- 2021年3月23日 寶塚ホテル1階「寶壽」(寶塚飯店1樓「寶壽」宴會廳) 美園さくらミュージック・サロン『FROM SAKURA』(美園櫻音樂沙龍『FROM SAKURA』)

### 寶塚相關影音產品
- 2016年4月8日 THEME SONGS 2015 宝塚歌劇主題歌集(Blu-ray)演唱:A‐EN MOONRISE
- 2017年4月13日 THEME SONGS 2017 宝塚歌劇主題歌集(Blu-ray)演唱:『Arkadia ―アルカディア―』(和美園さくら合唱)
- 2021年12月11日 Xmas Dream Box ―BD＆CD― (Blu-ray1枚+CD1枚) 演唱:雪のクリスマス
- 2022年7月8日 Arkadia －アルカディア－(Blu-ray)
- 2023年4月22日 THEME SONGS 2022 宝塚歌劇主題歌集(Blu-ray)演唱:Shooting the Moon(和月城かなと、鳳月杏、風間柚乃合唱)

### 寶塚相關出版品
- 2023年1月12日 宝塚１stフォトブック 2022-2023　暁千星

## 外部連結
- 寶塚官網暁千星的簡介頁面 （页面存档备份，存于）
- 東京都會電視台網站曉千星簡介宝塚カフェブレイク登場人物曉千星，存档于Archive.today（存檔日期 20250422）